# Генрих де Шамбор
Граф Ге́нрих (Анри́) Шарль д’Артуа́, герцог Бордо́, более известный как граф де Шамбо́р (фр. Henri Charles d’Artois, duc de Bordeaux, comte de Chambord; 29 сентября 1820, Тюильри, Париж, Королевство Франция — 24 августа 1883, Фросдорф, Австро-Венгрия) — французский принц из династии Бурбонов, единственный сын герцогской четы Шарля Фердинанда Беррийского и Марии Каролины Бурбон-Сицилийской, внук короля Карла X. Последний представитель старшей линии французских Бурбонов — потомков Людовика XV; претендент на французский престол как Генрих V (Henri V) и глава легитимистской партии. Со 2 по 9 августа 1830 года формально считался королём, однако корона была передана его регенту Луи-Филиппу.

## Рождение

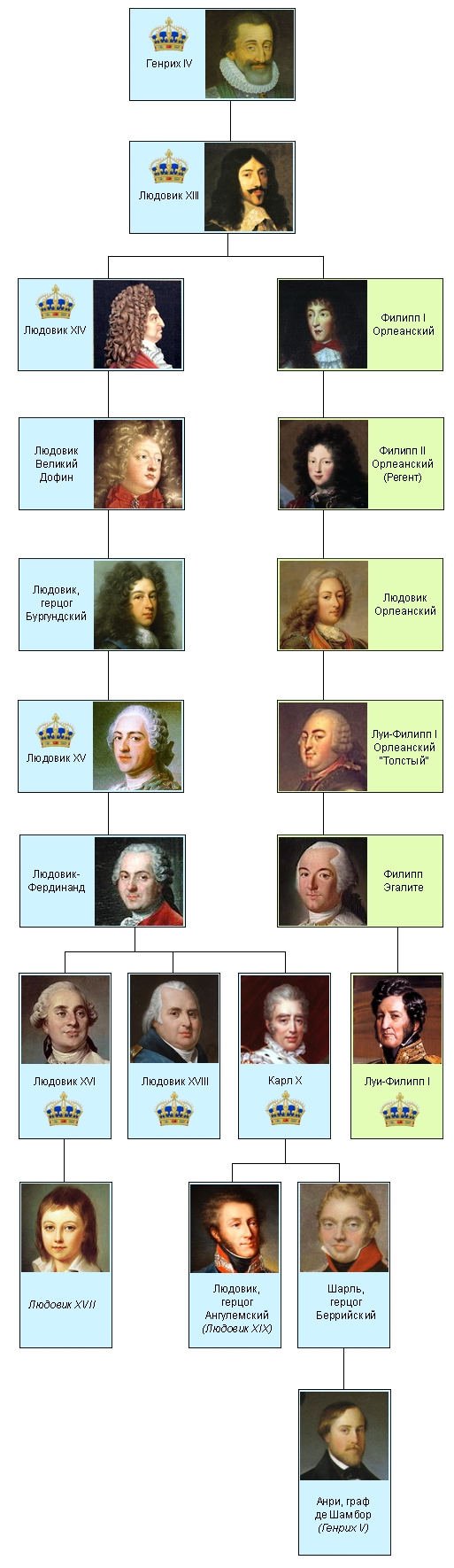
Ситуация с наследованием французской короны

Рождение герцога Бордоского было окружено исключительными обстоятельствами. Он появился на свет почти через восемь месяцев после убийства своего отца герцога Шарля Беррийского, племянника Людовика XVIII, рабочим Лувелем. Бездетный Людовик XVIII и его младший брат граф д'Артуа, будущий Карл X, были пожилыми вдовцами, старший сын последнего, герцог Ангулемский, не имел детей от брака с Марией Терезой, «узницей Тампля», дочерью Людовика XVI и Марии-Антуанетты. Гибель последнего представителя старших Бурбонов, который мог принести мужское потомство (но пока что имел только одну дочь Луизу), означала бы, что эта линия пресекалась и по салическому закону престол неизбежно перешёл бы в будущем к дальнему родственнику — потомку Людовика XIII Луи-Филиппу, герцогу Орлеанскому. Луи-Филипп был на плохом счету у старших Бурбонов, слыл либералом, роль, которую он сыграл в революцию вместе со своим отцом, «гражданином Эгалите», была у всех в памяти. Поэтому известие о беременности вдовствующей герцогини (урождённой Марии-Каролины Неаполитанской) стало сенсацией. Луи-Филипп, раздосадованный перспективой лишиться шансов на престол, добивался права (по старинной королевской традиции) присутствовать при родах наследника (если бы родилась девочка, это бы оставило порядок наследования неизменным), но не получил его. Тем не менее он признал факт рождения принца и подписал вместе с другими членами королевской семьи его свидетельство о рождении.
Чтобы избежать слухов о подмене ребёнка, герцогиня Беррийская не давала перерезать пуповину мальчика, пока ряд высокопоставленных придворных, включая маршала Сюше, не убедился в том, что она действительно родила младенца мужского пола. Новорождённый принц получил при крещении имена Генрих (в честь основателя французских Бурбонов Генриха IV) и Дьёдонне (фр. Dieudonné — богоданный). Он был прозван «дитя чуда». В его честь написали оды Ламартин и молодой Виктор Гюго. Французский народ по национальной подписке выкупил у предыдущих владельцев и преподнёс принцу замок Шамбор в долине Луары. На эти события либеральный публицист Поль-Луи Курье откликнулся памфлетом «Бесхитростная речь Поля-Луи, винодела из Ла Шавоньер, адресованная членам общинного совета в Вереце по случаю подписки, предложенной его превосходительством министром внутренних дел для приобретения замка Шамбор», который расценивается как одно из самых блестящих его сочинений и за который он был приговорён к тюремному заключению в Сент-Пелажи за оскорбление общественной нравственности и особы короля.
Воспитанием герцога Бордоского руководил барон де Дамас, министр Карла X, выросший в России и во время наполеоновских войн сражавшийся в русской армии; значительную роль в программе играла религиозная и идеологическая составляющая. Одним из учителей наследника был геолог и палеонтолог Жоакен (Йоахим) Барранд, последовавший за ним в эмиграцию, составивший себе известность в Чехии и умерший там же, где и Шамбор, через месяц после него.

## Изгнание

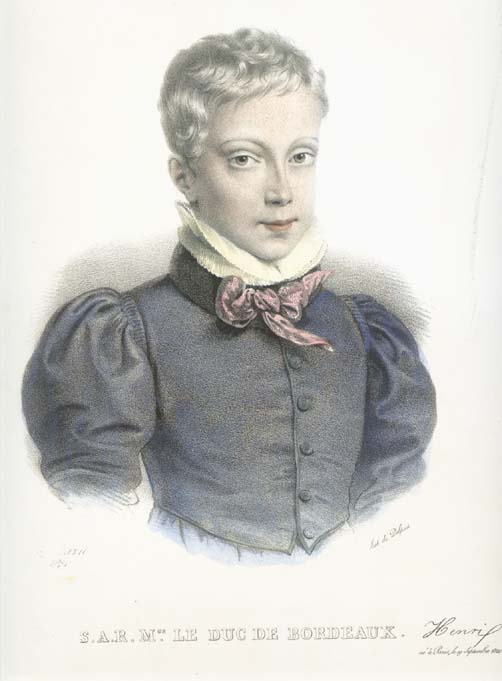
«Дитя чуда», герцог Бордоский в детстве.

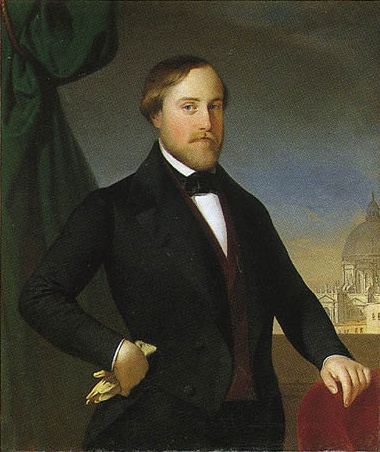
Портрет де Шамбора в молодости.

Июльская революция 1830 вынудила Карла X отречься от престола в пользу 10-летнего внука, которого легитимисты 2 августа провозгласили королём Генрихом V (старший сын Людовик, герцог Ангулемский, был жив, но под давлением отца также отрёкся от престола; в течение 20 минут он формально был королём Людовиком XIX). «Наместником королевства» был назначен Луи-Филипп. Он скрыл условия отречения Карла и 9 августа сам принял корону как Луи-Филипп I, король французов, а затем издал брошюру «Герцог Бордоский — бастард», где доказывал, что родившийся в 1820 году ребёнок не был внуком Карла X (по его мнению, герцогиня Беррийская вообще не была беременной). Такая версия была в пользу прав герцога Орлеанского на престол. 
Анри рос в изгнании, в Австрийской империи. В 1832 г. его мать (без согласия свёкра и к его возмущению) высадилась с группой приверженцев в Марселе, а затем в известной роялистскими традициями Вандее, объявила себя регентшей и издавала от имени сына прокламации, но вскоре была арестована, а известие о том, что она родила дочь от своего нового мужа-итальянца графа де Луккези-Палли, привело к тому, что к ней перестали относиться всерьёз как к главе партии монархистов. 
Герцог Бордоский (предпочитавший теперь именоваться граф де Шамбор, по преподнесённому ему народом замку) вырос убеждённым сторонником правоверной легитимистской монархии и белого королевского знамени с лилиями как её символа. В изгнании его воспитывала тётка Мария Тереза Французская — дочь Людовика XVI, у которой революционеры казнили родителей и замучили брата (маленького Людовика XVII). После смерти деда в 1836 и дяди в 1844 Генрих стал бесспорным легитимистским претендентом. В 1846 он женился на родственнице — Марии-Терезе Моденской. Этот брак оказался бездетным. В кругах монархической оппозиции после изгнания Луи Филиппа (1848) ему стала противостоять новая группа монархистов — орлеанисты, до того года правившие Францией.

## Шанс

Белый флаг, усеянный золотыми лилиями.

Компромиссный дизайн флага, предложенный монархистами графу Шамбору в 1873 году.

В 1873 монархическое большинство Палаты депутатов, избранной после свержения Наполеона III и Парижской коммуны, предложило графу Шамбору корону. Однако он (соглашаясь на конституционные принципы) не смог принять трёхцветное знамя (пусть даже дополненное щитом с лилиями и короной). Другим отвергнутым вариантом компромисса было белое знамя как персональный штандарт короля, а триколор — как национальный флаг. «Генрих V, — говорил 53-летний граф, — не может отказаться от белого флага Генриха IV. Он развевался над моей колыбелью, и я хочу, чтобы он осенял и мою могилу…» Палата депутатов с перевесом в один голос приняла закон о республиканском строе; в 1875 была принята конституция Третьей республики.
В последние годы бездетный Шамбор помирился с орлеанистами и принял оммаж от их главы, графа Парижского, внука Луи-Филиппа I, как своего наследника. Однако после кончины графа в 1883 (а споры о характере отречения Филиппа V Испанского от нахождения в очереди на французский трон существовали между легитимистами с самого 1700 года, однако только в 1883 году этот вопрос определял нового главу) легитимисты раскололись на две партии. Одни объединились с орлеанистами и признали претендентом графа Парижского (который принял имя не «Луи-Филипп II», а более «историческое» — «Филипп VII»). Другие, вопреки отказу испанских Бурбонов (придерживаясь идеологии божественного права королей, неотчуждаемости короны и недействительности любых отречений), объявили главой династии старшего в испанской линии Хуана, графа Монтисона, представителя карлистской ветви испанского дома («Иоанна III»). Впоследствии карлистская ветвь вымерла и её права унаследовала царствующая испанская ветвь, в которой разные французские легитимисты тоже спорят относительно личности её главы. Две линии претендентов на главенство в доме Бурбонов («легитимистская-орлеанистская» и «легитимистская-испанская») продолжаются до сих пор.